# Лукашевич, Николай Филиппович
Николай Филиппович Лукашевич (15 января 1941 — 15 июня 2021) — советский и российский военачальник, генерал-полковник. Командующий войсками Краснознаменного Дальневосточного пограничного округа (1992—1994). Начальник Академии Пограничных войск (ФПС) России (1994—1996), начальник Высшего пограничного командного Ордена Октябрьской Революции Краснознаменного училища КГБ СССР имени Ф. Э. Дзержинского (1990—1992).

## Биография
Николай Филиппович Лукашевич родился 15 января 1941 года.
Окончил Алма-Атинское высшее пограничное командное училище (АВПКУ) КГБ СССР имени Ф. Э. Дзержинского (1965), Военную академию имени М. В. Фрунзе (1974), Военную академию Генерального штаба Вооруженных Сил СССР (1988).
После окончания училища направлен в Чунджинский пограничный отряд (п. Чунджа), где за 21 год прошел служебный путь от лейтенанта — заместителя начальника пограничной заставы до полковника — начальника отряда. За 5 лет командования вывел часть в передовые. В 1984 году отряд получил оценку «отлично» от Председателя КГБ СССР за учения с боевой стрельбой. В 1986 году был назначен заместителем начальника штаба Краснознаменного Восточного пограничного округа. После окончания Академии Генштаба с августа 1988-го по апрель 1990 года проходил службу в должности заместителя начальника войск Краснознаменного Закавказского пограничного округа.
С 1990 по 1992 год — начальник Алма-Атинского высшего пограничного командного ордена Октябрьской Революции Краснознаменное училища КГБ СССР имени Ф. Э. Дзержинского, генерал-майор.
С 1992 по 1994 год — командующий войсками Краснознаменного Дальневосточного пограничного округа.
С 1994 по 1996 год — начальник Академии Пограничных войск (ФПС) России.
После окончания службы 3 года работал доцентом, профессором кафедры и в НИО Академии ФСБ России, затем до 2008 года — в ФГУП «Научно-технический центр „Атлас“».
Генерал-полковник в отставке. Специалист в области геополитики, прогнозирования и моделирования обстановки в пограничных пространствах, управления войсками. Создатель научной школы прогнозирования и моделирования оперативной обстановки. Внес вклад в разработку Концепции безопасности Союза Беларуси и России, новых общевоинских уставов и ряда нормативных документов в сфере безопасности.
Автор более 20 научных работ, курса лекций, ряда учебных пособий, трех монографий, соавтор двух учебников и «Энциклопедии экономический безопасности». Кандидат военных наук, доцент. Был действительным членом общественной «Международной академии информатизации», лауреатом международного конкурса «Элита информациологов мира-2003», членом Клуба военачальников РФ.
Последние годы Николай Филиппович жил в Москве, он умер 15 июня 2021 года. Похоронен с воинскими почестями на Федеральном военном мемориальном кладбище.

## Награды
Награждён орденами Дружбы народов, Красной звезды, Петра Великого I степени, Ф. Э. Дзержинского, Ю. В. Андропова, «Доблести», «За службу России», «Трудовая доблесть», 41 медалью, знаками ФСБ «За подготовку кадров» и ФАПСИ «За честь и достоинство в службе Отечеству», Высшей Международной Медалью «20 лет в содружестве с ООН», ведомственные награды ФСБ и ФАПСИ.